# Isolapotamon
Isolapotamon is een geslacht van kreeftachtigen uit de klasse van de Malacostraca (hogere kreeftachtigen).

## Soorten
- Isolapotamon anomalum (Chace, 1938)
- Isolapotamon bauense Ng, 1987
- Isolapotamon beeliae Ng, 1986
- Isolapotamon borneense Ng & S. H. Tan, 1998
- Isolapotamon collinsi Holthuis, 1979
- Isolapotamon consobrinum (de Man, 1899)
- Isolapotamon danielae Manuel-Santos, 2010
- Isolapotamon doriae (Nobili, 1900)
- Isolapotamon griswoldi (Chace, 1938)
- Isolapotamon grusophallus Ng & C. M. Yang, 1986
- Isolapotamon ingeri Ng & S. H. Tan, 1998
- Isolapotamon kinabaluense (Rathbun, 1904)
- Isolapotamon mahakkamense (de Man, 1899)
- Isolapotamon maranao Mendoza & Yeo, 2014
- Isolapotamon mindanaoense (Rathbun, 1904)
- Isolapotamon naiadis Ng, 1986
- Isolapotamon nimboni Ng, 1987
- Isolapotamon sinuatifrons (H. Milne Edwards, 1853)
- Isolapotamon spatha Ng & Takeda, 1992